# Ерік Вульф
Ерік Роберт Вульф (англ. Eric Robert Wolf; 1 лютого 1923, Відень — 6 березня 1999, Ірвінґтон, штат Нью-Йорк) — американський антрополог та історик-марксист австрійського походження.

## Біографія
Народився у Відні, в єврейській родині. Батько — Артур Георг, мати — Марія Оссиновська. В 1933-1938 роках жив у Судетах в Чехословаччині. Розчленування Чехословаччини за Мюнхенському договором змусило сім'ю Вульфа тікати з країни, щоб уникнути антисемітських переслідувань. Спочатку вони виїхали до Великої Британії (в 1938 році), а потім у Сполучені Штати Америки, оселившись в Нью-Йорку.
Ерік Вульф брав участь у Другій світовій війні: він вступив у сформовану в липні 1943 року 10-ту гірську дивізію армії США і в 1943-1945 роках воював у її складі на італійському фронті, де і зародився інтерес до вивчення інших культур. Після закінчення війни і демобілізації значної частини американської армії уряд надав демобілізованим солдатам преференції в отриманні вищої освіти. Як і багато його бойових товаришів, Вульф не пропустив можливості скористатися умовами «Армійського білля про права» (GI Bill of Rights) і вступив до Колумбійського університету, щоб вивчати там антропологію.
Осередок антропологічної школи Франца Боаса, Колумбійський університет протягом багатьох років був передовим центром вивчення антропології в Північній Америці. На моменту вступу в університет Вульфа, Боас уже помер і його колеги відмовилися від використовуваних ним методів, які передбачали відмову від узагальнень і створення комплексної картини на користь деталізованого вивчення окремих питань. Новим керівником відділення антропології став Джуліан Стюард, учень Роберта Лоуї й Альфреда Кребера, зацікавлений у створенні повноцінної наукової антропології, яка могла б пояснити процес розвитку людських суспільств та їх адаптації до умов навколишнього середовища.
Вульф був у числі студентів, чиї наукові погляди склалися під впливом Стюарда. Більшість учнів Стюарда, як і Вульф, були лівими за своїми політичними переконаннями і виходили з матеріалістичних поглядів на історію, що не заважало їм плідно співпрацювати зі своїм менш політизованим наставником. До їхнього числа належали багато видатних антропологів другої половини XX століття, включаючи Марвіна Гарріса, Сідні Мінца, Мортона Фріда, Стенлі Даймонда і Роберта Ф. Мерфі.
Дисертація Вульфа була написана як частина проекту Стюарда з вивчення населення Пуерто-Рико. Надалі латиноамериканська тематика відігравала у творчості Вульфа одну з найважливіших ролей. Після закінчення навчання Вульф увзяв посаду викладача Мічиганського університету в місті Анн-Анбор. З 1971 року він працював у Коледжі Леман і дипломному центрі CUNY. Крім своєї роботи в Латинській Америці, він також активно займався польовими дослідженнями в Європі.
Важливість праць Вульфа для сучасної антропології посилюється тим фактом, що він акцентував увагу на питаннях влади, політики і колоніалізму, тоді як більшість його колег відійшли від цих проблем у 1970-1980-ті роки. Найвідоміша книга Вульфа — написана в руслі світ-системного аналізу Іммануїла Валлерстайна і Андре Гундер Франка «Європа і народи без історії» (Europe and the People Without History) — з марксистських позицій пояснює процеси, внаслідок яких Західна Європа під час Доби великих географічних відкриттів обігнала в економічному розвитку інші регіони світу і підпорядкувала їх своєму впливу. Особливу увагу приділено тому, як не-європейці пригноблювалися західним капіталізмом через глобальні процеси, зокрема работоргівлю чи торгівлю хутром. Розвінчуючи європоцентризм загалом і міфи про «відсталість» неєвропейських культур, Вульф пояснює, що вони не були «ізольовані» або «застиглими в часі», а завжди були залучені у світовий історичний процес.
В кінці життя Вульф попереджав про небезпеку «інтелектуального зубожіння» антропології, яка відмовилася від польових досліджень і зв'язку науки з потоковими реаліями та проблемами, займаючись виключно абстрактними питаннями «високих матерій». Ерік Вульф помер від раку в 1999 році.

## Праці
- The Mexican Bajío in the 18th Century (Tulane University, Middle American Research Institute, 1955)
- Sons of the Shaking Earth (University of Chicago Press, 1959)
- Anthropology (Prentice-Hall, 1964)
- Peasants (Prentice-Hall, 1966)
- Peasant Wars of the Twentieth Century (Harper & Row, 1969)
- Wrote Introduction and contributing essay in National Liberation : revolution in the third world / Edited by Norman Miller and Roderick Aya (The Free Press, 1971)
- The Hidden Frontier: Ecology and Ethnicity in an Alpine Valley (with John W. Cole) (Academic Press, 1974)
- Europe and the People Without History (University of California Press, 1982)
  - Європа і народи без історії / Пер. з англ. І. Пошивайла. — К.: Вид. дім «КМ Академія», 2004. — 535 с.: іл. ISBN 966-518-257-9
    - 3. Способи виробництва [Архівовано 30 серпня 2019 у Wayback Machine.] // Спільне. — 23 липня 2012.
    - 10. Криза й диференціювання капіталізму [Архівовано 30 серпня 2019 у Wayback Machine.] // Спільне. — 30 липня 2012.
    - 12. Нові робітники [Архівовано 30 серпня 2019 у Wayback Machine.] // Спільне. — 6 серпня 2012
- Envisioning Power: Ideologies of Dominance and Crisis (University of California Press, 1999)
- Pathways of Power: Building an Anthropology of the Modern World (with Sydel Silverman) (University of California Press, 2001)